# Nicolas Hoata
Nicolas Hoata, dit Colas, est un chasseur sous-marin de Polynésie française.

## Palmarès
- Vice-champion du monde individuel en 1965  (à Moorea, Polynésie française/France) ;
- Champion du monde par équipes en 1965 (à Moorea) ;
- Champion d'Europe par équipes en 1967 (à Ustica, Italie) ;
- Champion d'Océanie (Tournoi du Pacifique) par équipes en 1965 (à Nouméa, Nouvelle-Calédonie/France) ;
- Vice-champion de France par équipes en  1972 (les places en équipe de France s'obtenant uniquement en métropole).